# 도미니카 공화국의 공휴일
도미니카 공화국의 공휴일은 다음과 같다.
| 날짜           | 공휴일 이름                 | 비 고 |
| -------------- | --------------------------- | ----- |
| 1월 1일        | 새해 첫날                   |       |
| 1월 6일        | 주님 공현 대축일            |       |
| 1월 21일       |                             |       |
| 2월 27일       | 독립기념일                  |       |
| 3~4월 중(이동) | 성금요일                    |       |
| 5월 1일        | 노동절                      |       |
| 5~6월 중(이동) | 그리스도의 성체 성혈 대축일 |       |
| 8월 16일       |                             |       |
| 9월 24일       |                             |       |
| 11월 6일       | 제헌절                      |       |
| 12월 25일      | 크리스마스                  |       |